# Karl Lauterbach
Pour les articles homonymes, voir Lauterbach.
Karl (ou Carl) Adolf Georg Lauterbach, né le 21 avril 1864 à Breslau et mort le 1er septembre 1937 à Breslau (dans le quartier de Stabelwitz), est un géographe, naturaliste et botaniste allemand qui explora l'actuelle Papouasie-Nouvelle-Guinée.

## Biographie
Lauterbach poursuit des études de botanique et d'agronomie à Breslau et à Heidelberg, dont il est promu en 1888. Il se marie en 1892.
Il entreprend un tour du monde entre 1889 et 1891 qui le mène des États-Unis à Hawaï, puis en Nouvelle-Zélande et en Australie, ensuite à Java. Il arrive en Nouvelle-Guinée en mars 1890 où il aborde à la colonie allemande de la Terre de l'Empereur-Guillaume. Il part ensuite de Finschhafen pour participer à une expédition de la baie de l'Astrolabe, puis vers la vallée Gogol.
Il hérite en 1895 et s'installe dans son domaine de Stabelwitz (à côté de Breslau). Plus tard, il est commandité pour diriger une expédition sur le fleuve Ramu. Il atteint Friedrich-Wilhelm-Hafen, à bord du Stettin, le 11 avril 1896, mais l'expédition arrivée sur place est ajournée à cause de circonstances hostiles. Les hommes partent donc explorer les Monts Oertzen. L'on découvre alors que les Monts Bismarck sont formés de roches cristallines, vraisemblablement à l'origine de gisements aurifères. Une deuxième expédition est donc organisée en 1899 pour découvrir ces gisements d'or et explorer le fleuve Ramu, que Georg von Schleinitz avait découvert et décrit trois ans plus tôt sous le nom de fleuve Ottilienfluß (fleuve Sainte-Odile).
Lauterbach, qui est alors capitaine de cavalerie dans l'armée de terre, devient de 1898 à 1905, directeur de la Compagnie de Nouvelle-Guinée (Neuguinea-Kompanie), dont le siège est à Berlin. On lui décerne le titre de docteur honoris causa.
Il décrit et classe en 1907 sa collection située dans son château de Stabelwitz et participe régullièrement à partir de 1912 aux publications hebdomadaires de Beiträge zur Flora von Papuasien, éditée par Engl. Bot. Jahrb.

## Quelques publications
- 1891. Eine Expedition zur Erforschung des Hinterlandes des Astrolabe Bai, Nachr. Kais. Wilh. Land 7, 1891, pp. 31–62.
- 1898. Die geographischen Ergebnisse der Kaiser Wilhelmsland Expedition, Zeitschr. Ges. Erdk. Berl. 33, pp. 141–177 + 2 cartes
- 1900. Die Flora der deutschen Schutzgebiete in der Südsee (2e éd. 1905), en collaboration avec Karl Moritz Schumann
- 1911. Neuere Ergebnisse der pflanzengeographische Erforschung Neu-Guineas, Engl. Bot. Jahrb. 45, Beibl. 103, pp. 22–27, + carte
- 1928 Die Pflanzenformationen einiger Gebiete Nordost-Neu Guineas and des Bismarck Archipels I-IV. Engl. Bot. Jahrb. 62, 1928, pp. 284–304, 452-501, 550-569; l.c. 63, pp. 1–28, 419-476

## Hommages
Genres
- (Monimiaceae) Lauterbachia Perk.